# Propstei St. Kunibert

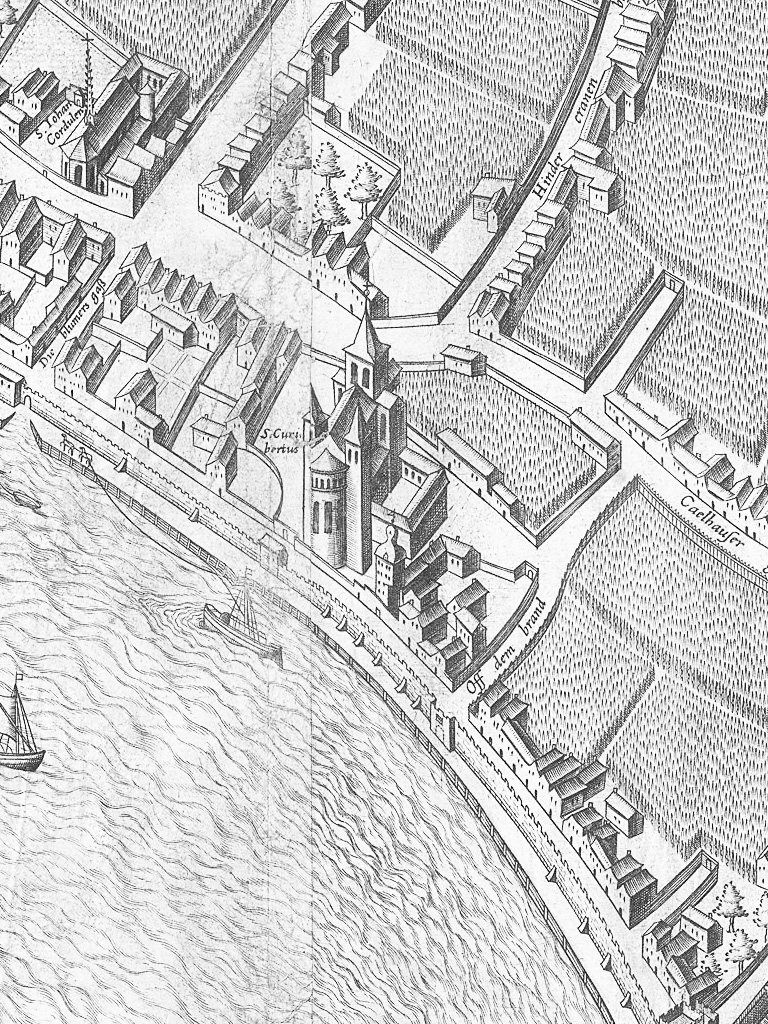
St. Kunibert und das anliegende Propsteianwesen um 1571

Die Propstei des Stiftes St. Kunibert war eine der vielen bereits im frühen Mittelalter eingerichteten Verwaltungsinstanzen der römisch-katholischen Kirche des Kölner Erzbistums. Sie wurde im Zusammenhang mit der Säkularisation im Jahre 1802 als Organisation aufgehoben und ihre Immobilien wurden beschlagnahmt. Die Propstei befand sich später im Besitz des preußischen Fiskus, von dem sie 1820 der Kirchenvorstand St. Kunibert erwarb. Bis zu ihrem Abriss im Jahr 1905 diente sie der Kirchengemeinde als Pfarrhaus.

## Entstehung
Umbau und Erweiterungen der ursprünglichen Kirche St. Kunibert werden für das 12. Jahrhundert angenommen und gingen einher mit dem Ausbau der Kölner Vorstadt Niederich. Es war zugleich eine Zeit, in der der Reichtum des Stiftes, sowie die Anzahl seiner Kanoniker schon enorm angewachsen waren. Diese Entwicklung soll ursächlich durch die zweite Erhebung der Reliquien des heiligen Kunibert ausgelöst worden sein, die im Jahr 1168 stattgefunden hatte. Die am Anfang des 13. Jahrhunderts beginnenden Umbauten der Kunibertskirche erstreckten sich möglicherweise auch auf die Residenz des Bauherren, des ersten als solchen namentlich bekannten Propstes von St. Kunibert, der 1196 als Zeuge bei einer Beurkundung des Erzbischofs Adolfs I. genannt wurde. Theoderich übte dieses Amt etwa von 1195 bis 1212 aus und wurde zum späteren Trierer Erzbischof Theoderich.

### Theoderich, Propst und erzbischöflicher Gönner
Die den Kanonikern des Kollegiatstiftes St. Kunibert dotierte Propstei und ihre zugehörigen Liegenschaften waren einst ein mit einem Vorbehalt versehenes Geschenk des Erzbischofs Theoderich. Die Bedingung von 1227 legte fest, dass auch den zukünftigen Trierer Erzbischöfen die Propstei als Absteigequartier verfügbar sein sollte.

## Weiterentwicklung
Die das Stiftskapitel betreffenden Ereignisse aus seiner frühen Zeit sind nur spärlich dokumentiert. Im Jahre 1386 soll es zu einer Auflehnung der Kanoniker am Kunibertsstift zu Köln gegen ihren Dechanten (Stiftsdekan) gekommen sein.

### Hinweise zur weiteren Baugeschichte
Im Jahr 1376 wurde der Niederich besonders hart von einem Stadtbrand erfasst, bei dem ein Teil der Pfarre und der Kunibertkirche in Flammen aufgingen. Offenbar wurde die Propstei jedoch noch im gleichen Jahr wiederhergestellt, da die Stadtrechnungen vermerkten „dom. nova subtus ecclesiam s. Cuniberti“.
Ein weiterer Brand oder auch Baufälligkeit nach 124 Jahren werden der Grund gewesen sein, um 1508 einen Neubau oder eine Restaurierung durchzuführen. Dazu heißt es bei Vogts: „Die Propstei von St. Kunibert war wie die des Stiftes St. Georg als ein hoher Turmbau ausgebildet, der von einem Zinnenkranz gekrönt wurde, an der 1508 mit der Wiederherstellung begonnen wurde“. Nach Woensams Stadtbild von 1531 war der Bau noch nicht vollendet, bei der Vogelperspektive Arnold Mercators zeigt sich das Bauwerk mit einer neuen Dachform ohne Zinnenkranz.

Torbogenreste und Reliefs der alten Propstei
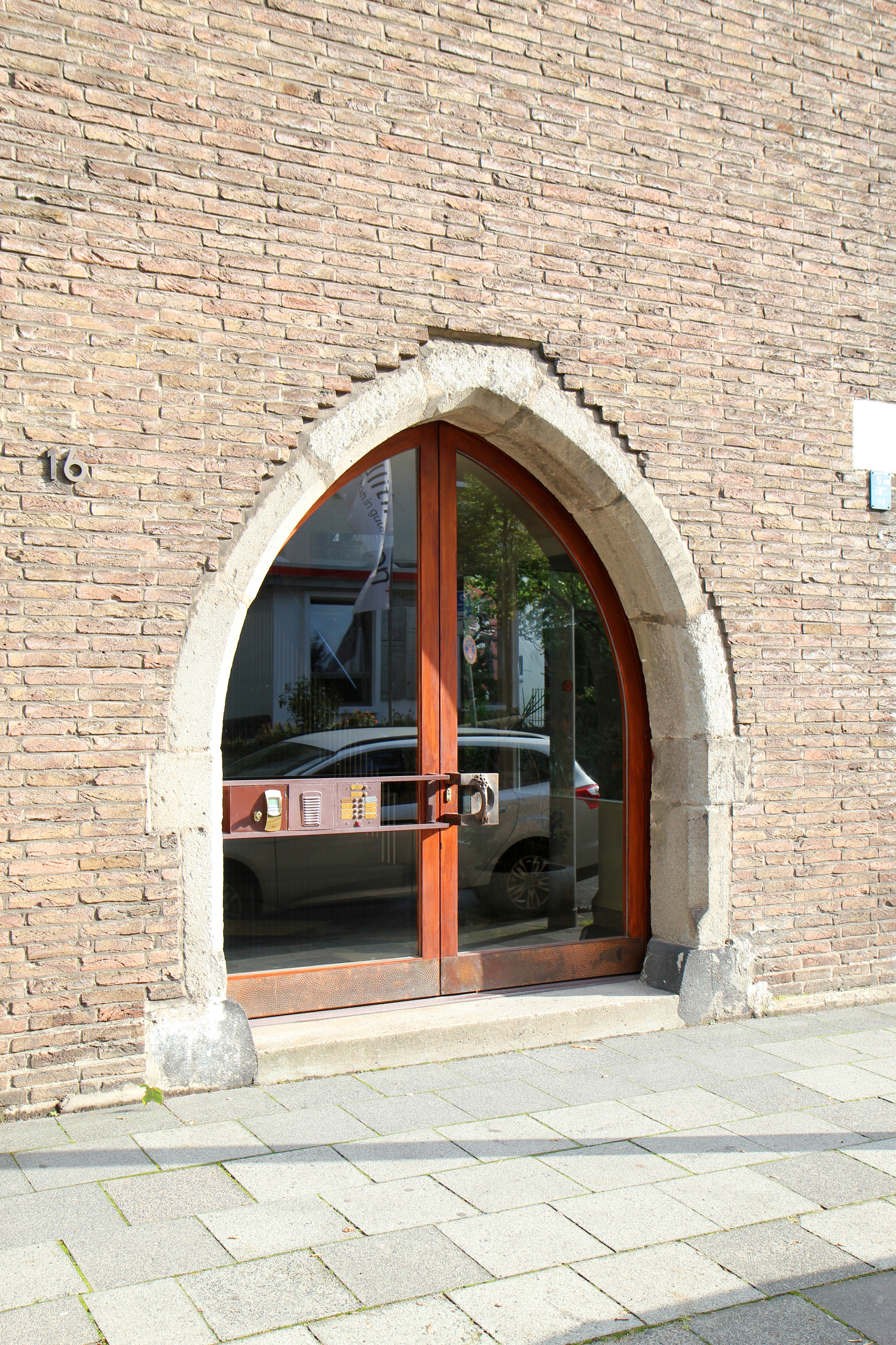
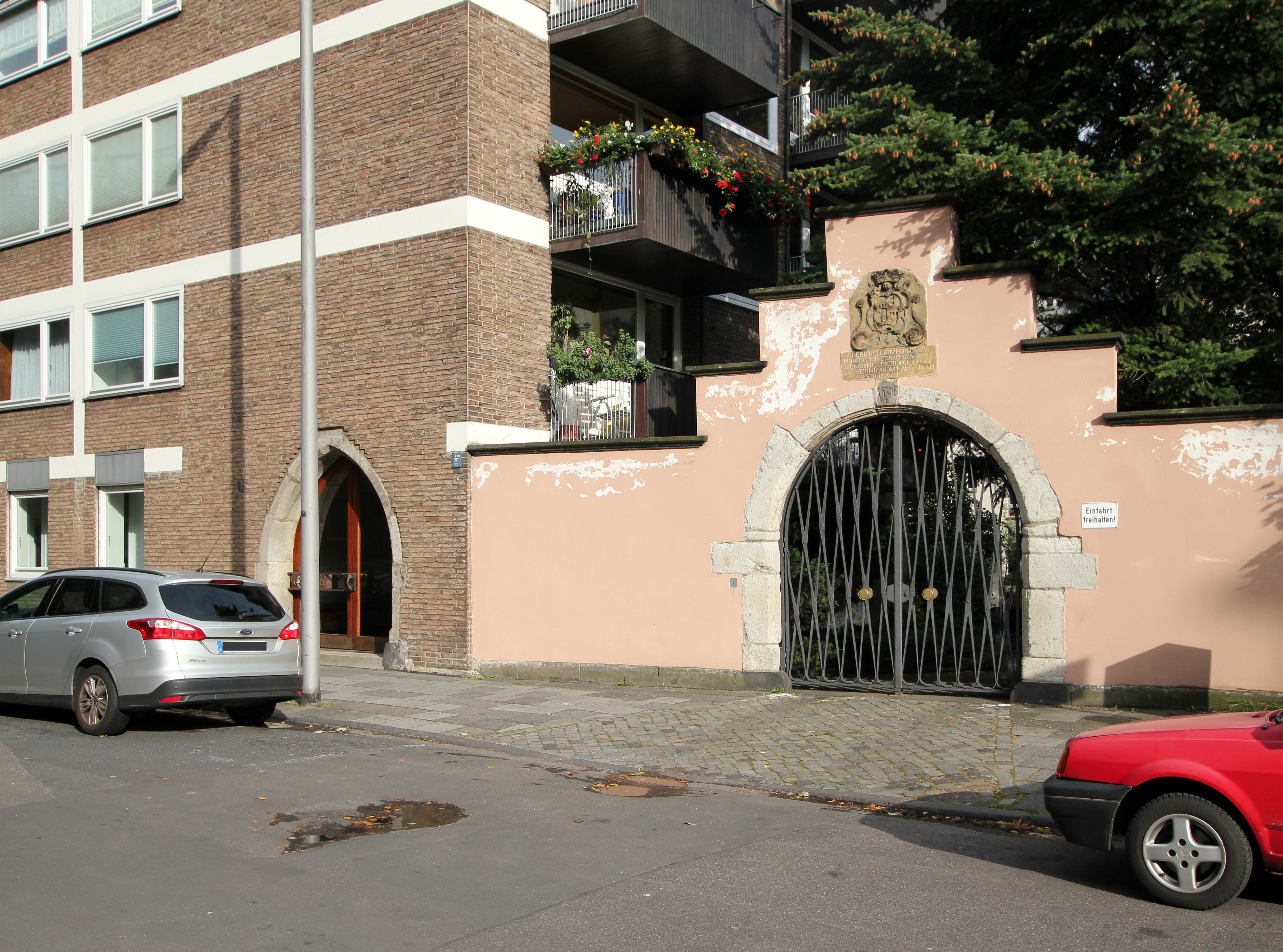
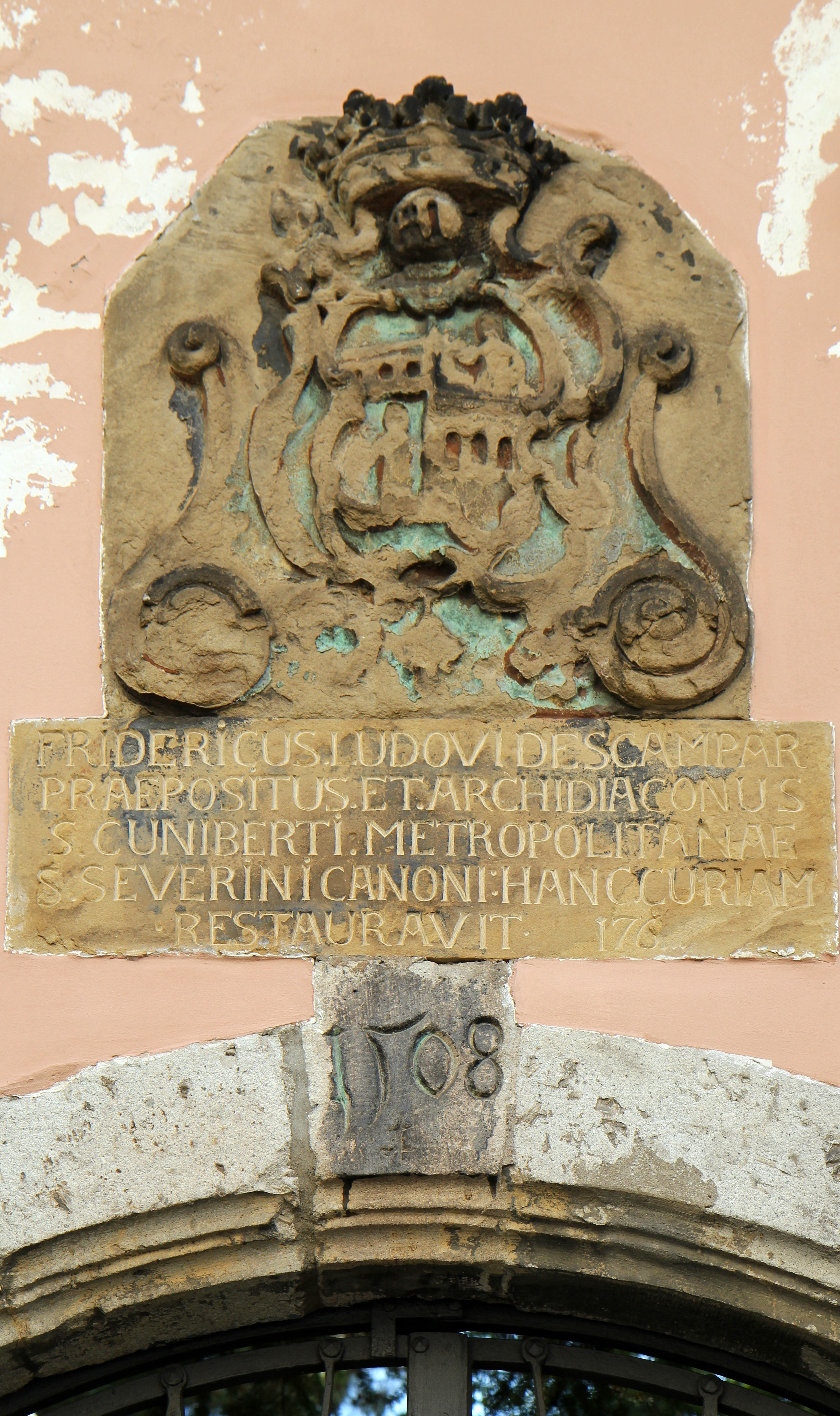

Das Anwesen der Propstei schloss sich der Stiftskirche unmittelbar nach Norden an und erstreckte sich nach der Darstellung Mercators zwischen der westlichen zum ehemaligen Stadttor Kahlenhausener- oder Judenpforte führenden „Calhauser gaß“ und der von dieser zum Rhein hin abfallenden Gasse „Off dem brand“. Das turmartige, viergeschossige Hauptgebäude der Propstei stand zu dieser Zeit am Südostrand des Grundstücks und wurde über einem niedrigen Walm von einer Turmkugel bekrönt. Diesem Turm schloss sich entlang der heutigen Kunibertsklostergasse eine eingeschossige Bebauung an, die im rechten Winkel an der „Calhauser gaß“ mit einem Gebäude endete. Das mit etwa einem halben Dutzend weiteren Gebäuden bestandene Grundstück gehörte zum Immunitätsbezirk des Stiftes und wurde von einer separaten Mauer umschlossen.
Die Torbogen der Einfriedung des damaligen Anwesens sind noch heute erhalten. Einer dieser Durchgänge des später aufgeteilten Grundstückes verweist mit seinem Schlussstein auf das Baujahr 1508. Über ihm befindet sich, von einem Wappen gekrönt, ein steinernes Relief. Dessen Inschrift bekundet, dass der Propst „Friedericus Ludovi de Scampar“ im Jahr 1764 erneut für die Propstei Baumaßnahmen durchführen ließ.

### Stiftsherren
- Gervassius, 1163/69 Kanonikus an St. Kunibert[1]
- Theoderich von Wied, Propst an St. Kunibert (etwa 1196 bis 1212[3]), von 1212 bis 1242 Erzbischof und Kurfürst von Trier.[4]
- Bruno von Aremberg (Ahrberch), 1218–1237 Propst von St. Kunibert[8]
- Johannes Overstolz, um 1320 Kanoniker an St. Kunibert. Stifter des Margarethen- und Quirinusaltares der Kirche.[4]
- Konstantin von Horn (de Cornu), 1333 Propst von St. Kunibert[9]
- Heinrich Beyer, 1339 Kanoniker an St. Kunibert, Notar und Sekretarius des Erzbischofs Walram von Jülich, 1340 erzbischöflicher Gesandter zum Papst in Avignon.[10]
- Heinrich von Jülich, 1342 Propst von St. Kunibert[11]
- Konrad von Leithen, 1361 Propst von St. Kunibert.[12]
- Hermanus de Arcka (Hermann von der Arken), um 1434 Stiftsherr und Diakon an St. Kunibert zusätzlich auch Pastor von St. Brigiden.[4]
- Christian Meinershagen, um 1575 Canonikus und Pfarrer an St. Kunibert.[4]
- Paul von Aussem, war ab 1656 Kanoniker an St. Kunibert, 1662 Generalvikar, 1675 Rektor der Universität zu Köln, 1676 Titularbischof von Almira und Weihbischof in Köln.[4]
- Adoph Bingen, 1691–1721 Stiftsherr und Dechant zu St. Kunibert.[4]
- Johannes Holzemius, Stiftsherr und Scholasticus. Sein Grabmal nennt das Todesjahr 1721 als Chronogramm.[4]
- Friedericus Ludovi de Scampar, Stiftsherr um 1764 (Praepositus et Archidiaconus S. Cuniberti, Metropolitanae S. Severini).[4]

## Aufhebung und Umwandlung der Propstei
Mit der Machtübernahme der Franzosen im linksrheinischen Rheinland wurden im Jahre 1802 die kirchlichen Organisationen aufgehoben und der geistliche Besitz enteignet. Einzelheiten zur Nutzung der Propsteigebäude während der französischen Zeit sind offenbar nicht bekannt. Sie befanden sich später im Besitz des preußischen Fiskus, der derartige Vermögen einer Domänenverwaltung unterstellte. Im Jahr 1820 war der Kirchenvorstand der Pfarrei St. Kunibert in der Lage, die zwei Jahre zuvor konfiszierte und zur Versteigerung gebrachte ehemalige Propstei zu einem Preis von 3760 Talern zu erwerben.
Stadtbaumeister J.P. Weyer beschrieb die Liegenschaft als aus ursprünglich getrennten Häusern bestehendes Anwesen, sodass 1820–1826 nach diesem Muster aus der Gesamtanlage der alten Propstei eine Teilung vorgenommen wurde, aus der ein separates Grundstück mit Pfarrhaus und ein weiteres, auf dem ein Schulprovisorium eingerichtet wurde, hervorgingen.

### Kunstschätze der Propstei
In der dann zum Pfarrhaus gewordenen alten Propstei befanden sich in der preußischen Zeit bedeutende Kunstschätze aus unterschiedlichen Epochen des Stiftes und seiner Kirche. Die angeführten Objekte sind spätestens im Jahr 1905/06 erfasst worden und wurden detailliert beschrieben. Die Beschreibungen verweisen nicht nur auf namhafte Künstler, sondern benennen oftmals auch die zumeist dem Klerus angehörigen Stifter der Werke.

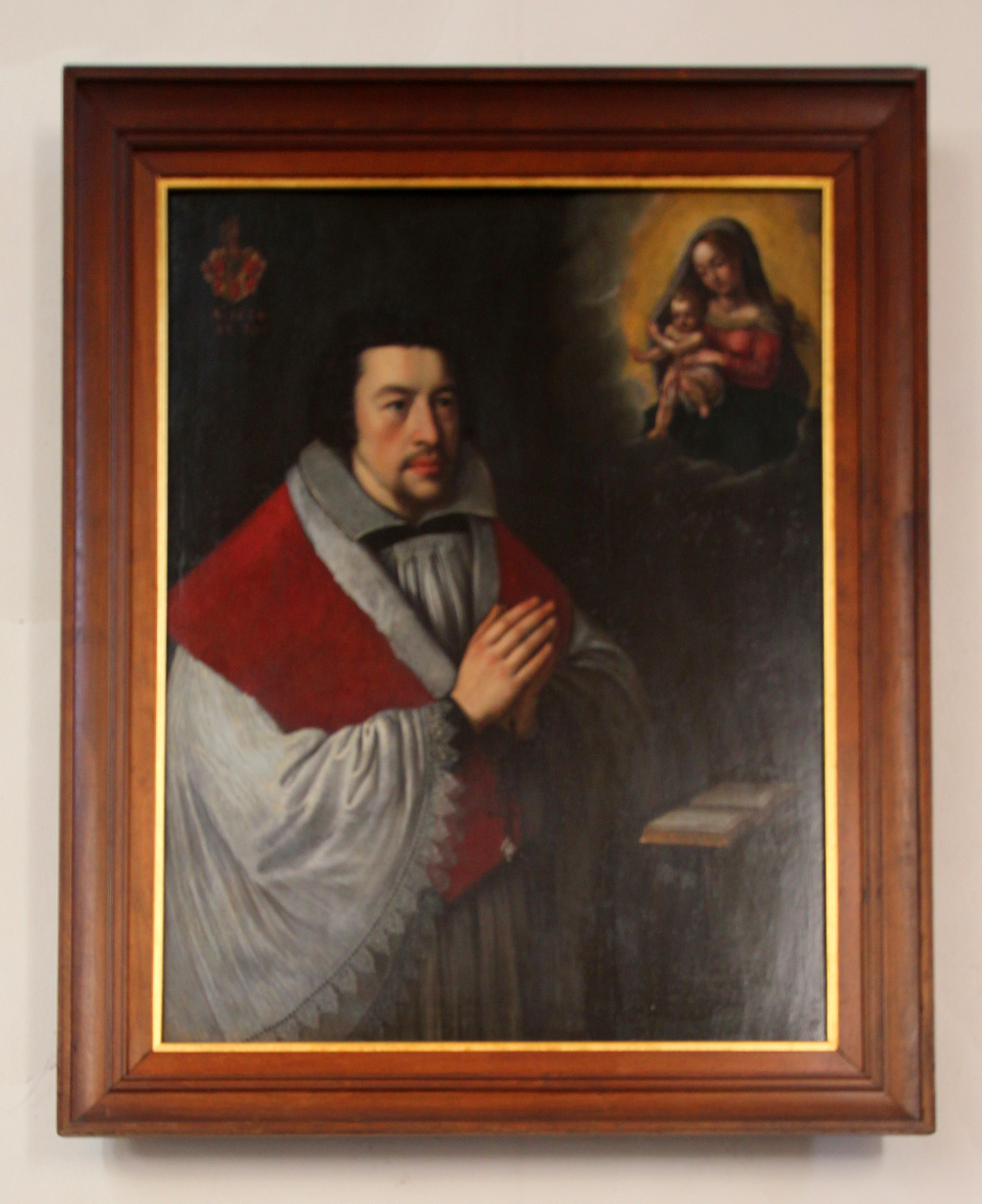
Kanoniker des 17. Jahrhunderts (Fam. zum Pütz)
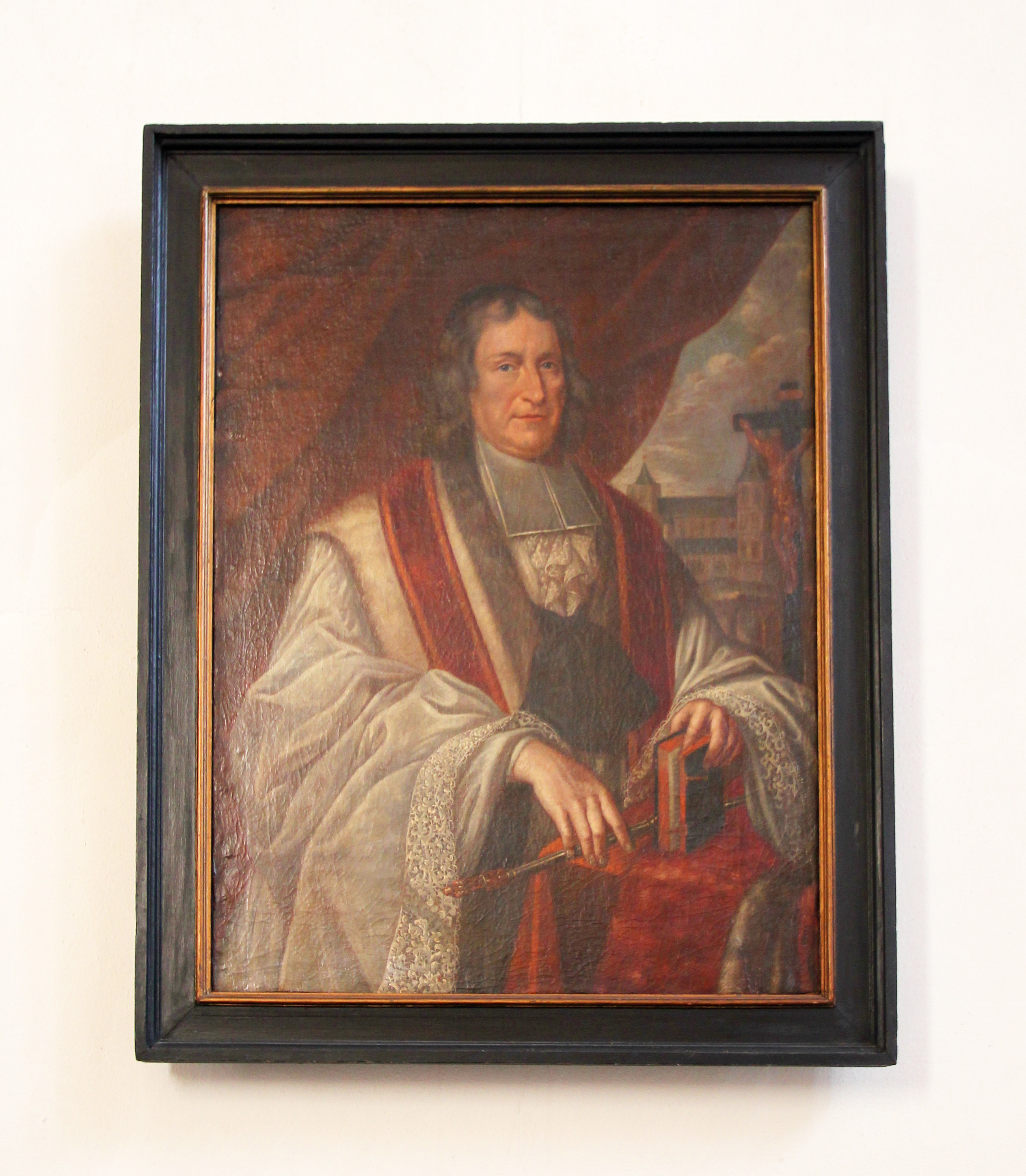
Pfarrer des 18. Jahrhunderts vor seiner Stiftskirche
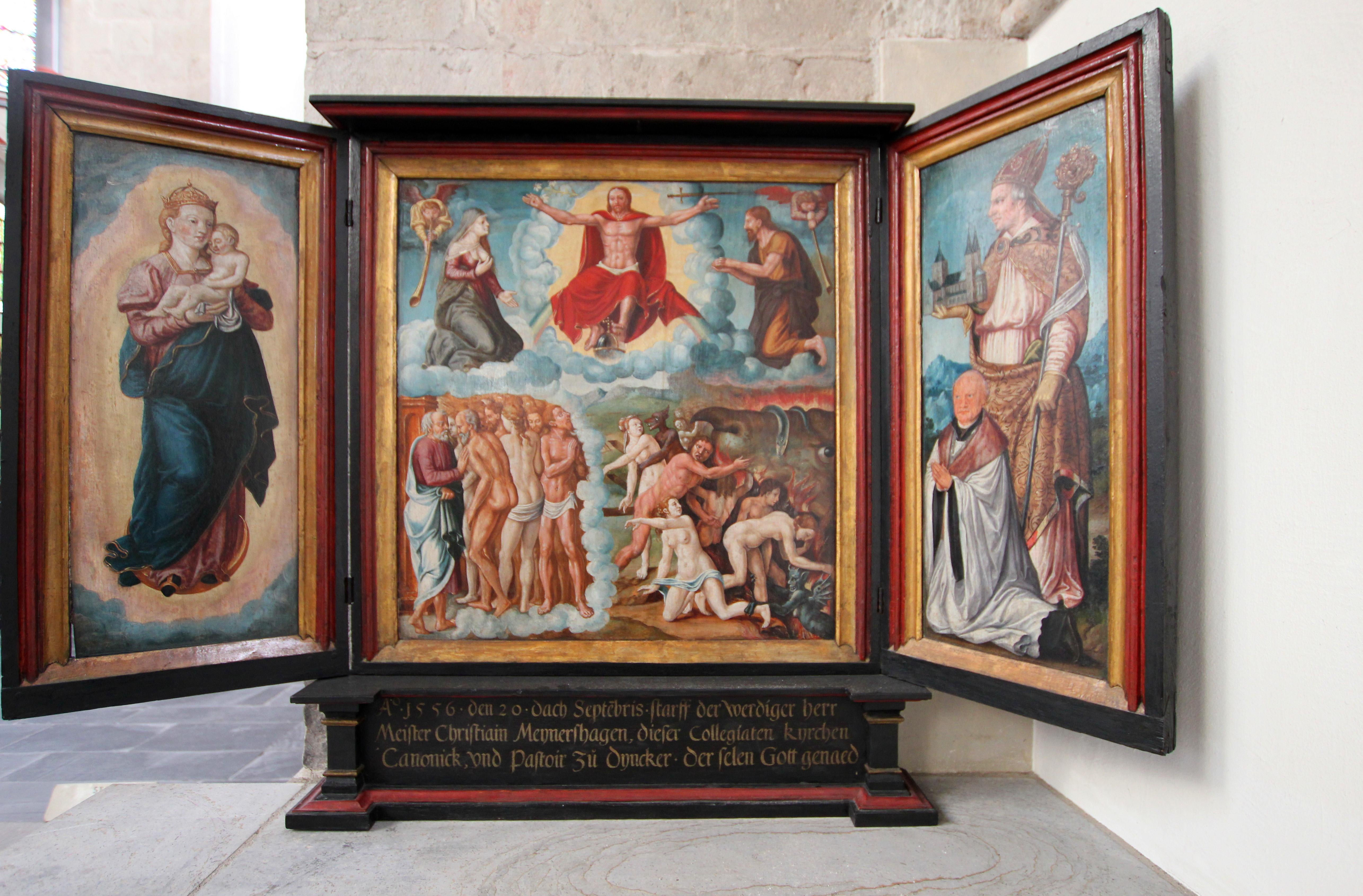
Triptychon aus der Schule des Barthel Bruyn 16. Jh., Stifter Canonikus Meinershagen

#### Gemäldesammlung
- Zwei Gemälde, Öl auf Holz, 120 cm hoch, 55 cm breit, mit je zwei Heiligenfiguren, zeigten handwerksmäßige Malereien der Schule des Meisters des Marienlebens.[13] Auf einem Bild befanden sich Darstellungen des heiligen Severin und der heiligen Elisabeth, auf dem anderen Flügel der heilige Josef sowie der heilige Kunibert.
- Gemälde, Öl auf Holz, 107 cm hoch, 88 cm breit, aus dem 17. Jahrhundert. Ein Porträt des Paulus Aussem, Canonicus von St. Kunibert; linksseitig Blick auf die Kunibertskirche. Über der Kirche war in Wolken von Engeln umgeben St. Kunibert und rechts oben ein Schildchen mit der Inschrift: PAULUS AUSSEMIUS COLONIENSIS SANCTI CUNIBERTI CANONICUS AETATIS 44 ANNO 1629 eingearbeitet.[4]
- Triptychon, Öl auf Holz, Höhe 0,71 m, Breite des Mittelstückes 0,63 m, Breite der Flügel 0,34 m, aus der Schule des Barthel Bruyn, aus der Mitte des 16. Jahrhunderts. Das Mittelstück enthält eine herbe Darstellung des Jüngsten Gerichtes von hartem Kolorit. Oben Christus inmitten von Wolken auf einem Regenbogen thronend. Zu Seiten der Christusfigur Maria mit entblößter Brust und Johannes, über diesen beiden Figuren Engel mit Posaunen. Auf der unteren Seite des Bildes links die Seligen von Petrus in den Himmel geleitet; rechts Teufel, die Verdammten peinigend. Auf den beiden inneren Flügeln links die Gottesmutter mit dem Jesuskind auf den Wolken stehend, rechts St. Cunibert, davor kniend der Pastor Meinershagen. Auf der äußeren Seite der Flügel die Verkündigung Mariens. Auf dem Sockel steht die Inschrift: „ANNO 1556 DEN 20. DAG SEPTEMBRIS STARFF DER WERDIGER HERR MEISTER CHRISTIAIN MEYNERSHAGEN DIESER KOLLEGIATEN KIRCHEN CANONICK UND PASTOR ZU DYNKER DER SELEN GOTT GENAED“.[4] Der Flügelaltar befindet sich heute in der Kirche St. Kunibert.
- Gemälde, Öl auf Leinen, 81 cm breit, 92 cm hoch, 18. Jh. Porträt eines Kanonikus. Auf der Rückseite befand sich die Angabe: AETATIS 69. P. A. SCHMITZ F. 1749.[4]
- Gemälde, Öl auf Leinen, 123 cm hoch, 96 cm breit, 18. Jahrhundert. Porträt eines Pfarrers von St. Cunibert mit guter Charakteristik. Der Dargestellte ist mit einem Hermelinpelz und mit einer Stola bekleidet. Die Linke hält ein Buch, die Rechte ein Zepter, das auf einem Tisch liegt. Im Hintergrund die St. Kunibertskirche.[4]
- Gemälde, Öl auf Holz, 1,50 m hoch, 0,96 m breit, 17. Jahrhundert. Zwei verwahrloste alte Flügelbilder die nachträglich in einem Rahmen zusammengesetzt worden waren. Sie stellten links den heiligen Clemens und rechts St. Nikolaus dar.[4]
- Gemälde, Öl auf Holz, 1,15 m hoch, 0, 98 m breit, aus der Mitte des 16. Jahrhunderts. In der Mitte war der dornengekrönte Christus dargestellt, rechts Pilatus und links der Donator, ein Kleriker in Rochette, mit einem roten Kragen. Über der Figur des Stifters sah der Betrachter in eine Landschaft.[4]
- Gemälde, Öl auf Holz, 100 cm hoch, 78 cm breit. Porträt eines Kanonikers (zum Pütz, eine Familie, die über Generationen einen der Bürgermeister der Stadt Köln stellte). 1624 AET. 30. In einem kleinen Wappenschild ein Brunnen.[4] Das Gemälde ist wahrscheinlich identisch mit dem im südlichen Seitenschiff von St. Kunibert zu findenden Gemälde.
- Gemälde, 80 cm hoch, 100 cm breit mit der Beweinung Christi. Es wurde als ausdrucksvolles Bild, das in der Art des A. van Dyck gemalt worden war beschrieben.[4]
- Gemälde, 100 cm hoch, 80 cm breit aus dem 17. Jahrhundert. Ecce Homo als Hauptmotiv, neben dem links ein Kanonikus von St. Cunibert dargestellt war.[4]
- Gemälde, 100 cm hoch, 75 cm breit, aus dem 18. Jahrhundert. Porträt eines Priesters, das eventuell den Pastor Hilger von St. Cunibert darstellte.[4]
- Gemälde, 70 cm hoch, 50 cm breit, aus dem 17. Jahrhundert. Das Bild stellte den Loskauf von „Türkengefangenen“ durch Mönche des Trinitarierordens dar.[4]

Die Auflistung der Gemäldesammlung schloss mit der Anmerkung: Außerdem noch drei vollständig verwahrloste, wenig bedeutende Ölgemälde des 18. Jahrhunderts mit Porträts von Stiftsgeistlichen.

## Denkmalschutz
Die erhaltenen Tore der Propstei, ein Spitzbogenportal aus Haustein waren im 15. Jahrhundert und das Rundbogenportal in einem Staffelgiebel mit einem Wappen und einer Inschrifttafel, über der im Scheitelstein eingearbeiteten Jahreszahl 1508, errichtet worden. Die ehemaligen Tore der zum Kunibertskloster gehörenden Propstei wurden, da auch sie die bauhandwerkliche Qualität der gotischen- und Renaissancezeit Kölns aufzeigen, unter Denkmalschutz gestellt.